# ستاره‌غوک‌ها
ستاره‌غوک‌ها (نام علمی: Astrobatrachus) یک سرده از قورباغه‌های خانواده شب‌غوکان (Nyctibatrachidae) است که بومی گات غربی هند است. این سرده تنها عضو زیرخانواده ستاره‌غوکیان (Astrobatrachinae) است و توسط یک گونه منفرد به نام Astrobatrachus kurichiyana که معمولاً به عنوان قورباغه کوتوله ستاره‌ای شناخته می‌شود، نمایندگی می‌شود.
این گونه در جنگل‌های ابری شولا در فلات وایاناد کشف شد و به دلیل محدوده بسیار کوچکی که به زیستگاه‌های خاص محدود می‌شود، یک گونه باقی‌مانده در نظر گرفته می‌شود. از نظر ژنتیکی با Nyctibatrachus و Lankanectes بسیار متفاوت است و آخرین گونه خواهری مشترک آن‌ها، چندین میلیون سال پیش فرض شده‌است. از نظر فیزیکی با رنگ قهوه‌ای و شکم نارنجی و لکه‌های آبی مایل به سفید قابل تشخیص است. این گونه به دلیل پراکنش بسیار کوچکش که به‌طور کامل خارج از مناطق حفاظت شده قرار دارد، در معرض تهدید قرار می‌گیرد و آن را در برابر نابودی زیستگاه آسیب‌پذیر می‌کند.